# Tomasz Fortuna
Tomasz Fortuna (ur. 6 marca 1981) – koszykarz grający na pozycji rzucającego obrońcy mierzący 186 cm. Karierę rozpoczął w Zniczu Jarosław. Grał tam od sezonu 2001/02. Wypożyczony do Cracovii na sezon 2002/03. W 2009 roku przeszedł do pierwszoligowej drużyny Sokół Łańcut. W 2016 roku zakończył karierę koszykarską.

## Przebieg kariery
- 2001–2002: Znicz Jarosław
- 2002–2003: Cracovia
- 2003–2008: Znicz Jarosław
- 2009–2016: Sokół Łańcut